# 臨豐街
臨豐街（英語：Lam Fung Street）是位於香港九龍灣的街道，與常怡道、宏照道、宏泰道交界。附近有商場MegaBox及國際交易中心，以至零碳天地。

## 同音字
由於「臨豐」與藝人「林峰」同音，因此被許多網民討論，改成「林峰街」。
而由於於無線電視劇「不速之約」裡，有一幕是林峰於臨豐街裡拍攝，近期因此亦被網民翻出來討論。
無線則回應，一半是刻意安排的，一半是巧合。

## 另見
- 香港
- 香港網絡大典 - 不速之約
- Google 地圖 - 臨豐街

22°19′13″N 114°12′32″E / 22.320359°N 114.208798°E